# Quest for Glory II: Trial by Fire
Quest for Glory II: Trial by Fire est un jeu vidéo d'aventure et de rôle développé et édité par Sierra On-Line, sorti en 1990 sur DOS, Windows et Amiga.

## Accueil
- Adventure Gamers : 3,5/5[1]